# Пітер ван де Камп
Пітер ван де Камп (нід. Peter van de Kamp; 26 грудня 1901 — 18 травня 1995) — голландський і американський астроном.
Родився в Кампені (Нідерланди). У 1922 році закінчив Утрехтський університет. У 1922—1923 роках працював в Астрономічній лабораторії ім Я. К. Каптейна Гронінгенського університету. З 1923 року жив у США. До 1937 року працював в обсерваторії Мак-Кормік університету штату Вірджинія, з 1937 року — в обсерваторії Спрул Суартморского коледжу (штат Пенсільванія; до 1972 року — директор).
Основні наукові роботи відносяться до фотографічної астрометрії і присвячені визначенню паралаксів найближчих зірок і мас подвійних зірок, пошукам невидимих супутників у найближчих зірок. У обсерваторії Спрул ван де Камп ґрунтовно досліджував рух близької до нас зірки Барнарда. Виявив у неї періодичні збурення власного руху, які можна пояснити існуванням одного або двох невидимих супутників з масами порядку маси планети Юпітер.
Член-кореспондент Нідерландської королівської АН (1956).
Медаль Товариства ім. Д. Ріттенгауза (1965).
На честь науковця названо астероїд 1965 ван де Камп.